# Goera fuscula
Goera fuscula là một loài trong họ Goeridae. Chúng phân bố ở miền Tân bắc.